# Radio X spielt auf
Radio X spielt auf (Originaltitel Nous irons à Paris, Alternativtitel Ja, in Mexiko) ist eine französische Filmkomödie von 1950 unter der Regie von Jean Boyer. Die Hauptrollen sind besetzt mit Ray Ventura, Philippe Lemaire, Françoise Arnoul und Christian Duvaleix.

## Handlung
Ein Journalist, dessen zahlreiche Ideen für Radiosendungen nicht angenommen werden, ein Komponist, der eine Operette verfasst hat, die aber noch auf ihre Aufführung wartet, und der junge Sänger Jacques Lambert, der so gern ein Engagement erhalten würde, leben in Paris und hoffen auf ihre Chance. Jacques hat zudem noch das Problem, dass er Micheline, die Tochter des Großindustriellen Grosbois, der das „Lotos-Korsett“ herstellt, liebt, von diesem aber nicht als gut genug für seine Tochter akzeptiert wird. Er hat bereits einen Mann nach seiner Vorstellung für seine Tochter ausgesucht. Die drei zermartern sich den Kopf, wie sie ihre Situation ändern könnten, wobei dem Journalisten eine Zeitspanne seines Lebens während des vergangenen Krieges einfällt, in der er sich auf einem Bauernhof in Toulouse bei Maman Terrine, einer alten Bäuerin, versteckt hielt. In dieser Zeit betrieb er nachts in der Scheune einen geheimen Kurzwellensender, der von den Engländern abgeworfen worden war. Und plötzlich fällt es ihm wie Schuppen von den Augen, es könnte doch sein, dass dieser Geheimsender noch vorhanden ist. 
Nur einige Tage später klingt durch die Funkstille des französischen Rundfunks eine Stimme: „Achtung! Achtung! Hier Geheimsender! Wir bringen unsere erste Sendung, die erste einer nun beginnenden langen Reihe …“ Anschließend erklingen die übermütigen Stimmen der drei Freunde, die ihr Publikum trefflich zu unterhalten wissen. Zum Schluss der Sendung können es sich die Freunde nicht verkneifen den Menschen am Radio mitzuteilen, dass diese Geheimsendung, die die Hörer nun täglich um dieselbe Zeit genießen könnten, möglich sei durch die Mitwirkung des Herstellers des „Lotos-Korsetts“, wobei man dem Fabrikanten im Hinblick auf seine Haltung Jacques gegenüber noch eins auswischen möchte mit dem Zusatz „… das teuerste und unpraktischste – das Korsett, das die Figur der Frau verdirbt!“ Das löst erst einmal einen Skandal in der Fabrik von Grosbois aus. Der Fabrikant ist außer sich und will eine Klage gegen diese Negativwerbung anstrengen. Micheline ist auch nicht gerade glücklich darüber, wie die Dinge laufen, denn nun scheint eine Heirat mit Jacques noch weiter in die Ferne zu rücken.
Die jungen Leute jedoch haben ihr Funk-Studio inzwischen erweitert und den Piratensenders „Radio X“ getauft, wobei auch weitere junge Musikbegeisterte zu ihnen gestoßen sind und auch eine Bäuerin, eine arge Klatschbase, die nun frei im Radio über die Leute lästern darf. Micheline taucht ebenfalls auf. Sie ist bemüht, das Trio dazu zu bewegen, ihre gehässigen Bemerkungen über das „Lotos-Korsett“ zu unterlassen. Und tatsächlich beendet man die Sendung am nächsten Tag mit den Worten: „… das ‚Lotos-Korsett‘, das billigste und praktischste – das Korsett, das die Figur der Frau verschönt!“
Überraschend für Micheline tobt ihr Vater jedoch nun noch mehr. Es hat sich nämlich herausgestellt, dass die herablassende Werbung ihm jede Menge Neukunden beschert hat. Auch zahlreiche Glückwünsche für diese Art der Reklame hat er erhalten. Grosbois beauftragt sogar seinen Verkaufsleiter, den Sender ausfindig zu machen und dafür zu sorgen, dass dort weiterhin schlecht über seine Mieder gesprochen wird.
Die Sendungen laufen inzwischen hervorragend und ihr Erfolg nimmt sogar noch zu, als der berühmte Dirigent Ray Ventura das Versteck ausfindig machen kann, und mit seinem Orchester zu den Sendungen beiträgt. Ihm imponiert die Courage der jungen Leute ungemein. Die Sendungen des Geheimradios werden immer bekannter und so beliebt, dass sich Radio Frankreich gezwungen sieht zu handeln. Nachdem man den Standort ausfindig machen konnte, können die jungen Leute gerade noch rechtzeitig fliehen. Nun folgt eine wilde Verfolgungsjagd fast durchs ganze Land. Die Truppe will ihr geliebtes Radioprogramm aber nicht aufgeben und ist daher fest entschlossen, sich nicht erwischen zu lassen. So kommt es, dass sie von den verschiedensten Orten aus auf Sendung gehen, sei es aus dem freien Feld, aus einer Schlossruine oder auch direkt aus dem Wald. Und immer wieder können sie ihrem Publikum auch große Stars bieten. Die Verfolger ziehen ihr Netz jedoch zunehmend dichter. Man weicht auf eine Pinasse aus, um die Sendungen dort fortzusetzen. In abenteuerlicher Weise werden die Kanäle bis nach Paris durchfahren. Zwischen dem Trocador und der Pont Neuf werden die Betreiber dann jedoch von der Flusspolizei gestellt und festgenommen. Aber auch diese Gelegenheit nutzt man noch für einen Radiobericht.
Da die Sympathie für die umtriebigen jungen Leute im Land inzwischen grenzenlos ist, ziehen sowohl Monsieur Grosbois als auch Radio Frankreich ihre Klagen zurück. Radio Frankreich engagiert sogar die gesamte Truppe, da man sich vom Improvisationstalent ebenso wie vom Können der jungen Leute viel verspricht. Als die Truppe nach dieser erfreulichen Nachricht den Justizpalast verlässt, wartet dort bereits eine große Zuschauermenge. Das Konzert, das nun stattfindet, ist extrem erfolgreich. Für Micheline und Jacques gibt es noch einen besonderen Grund zur Freude, Papa Grosbois hat angedeutet, dass Micheline ihrem Herzen folgen darf.

## Produktion

### Produktionsnotizen
Es handelt sich um eine Produktion von Hoche Productions, vertrieben von Les Films Corona.
Der Soundtrack umfasst unter anderem folgende Musik:
- La Mi-Août, Musik: Paul Misraki, Text: André Hornez, Vortrag: Ray Ventura
- J’ai peut-être Tort, Musik, Text, Vortrag wie zuvor
- Tant je suis Amoureux de vous, alles wie zuvor
- Tout Va Très Bien Madame La Marquise von Ray Ventura
- Une Belle Gonzesse, Vortrag: George Raft

### Veröffentlichung
Der Film hatte am 8. Februar 1950 Premiere in Paris. In den Niederlanden wurde er im August 1950 erstmals vorgestellt, in Schweden im Dezember 1950. In Portugal erfolgte eine Veröffentlichung im April 1951, in Madrid im August 1952 und in Mexiko im September 1952. In Dänemark war er erstmals im Dezember 1955 zu sehen. In der Bundesrepublik Deutschland wurde der Film am 26. Januar 1951 unter dem Titel Radio X spielt auf veröffentlicht. Alternativ lief er auch unter dem Titel Ja, in Mexiko. In Österreich lautete der Titel bei der Veröffentlichung im Jahr 1952 Wir fahren nach Paris.

## Kritik
Der Kritiker des Filmdienstes war der Meinung: „Altmodische, aber lustige Musikkomödie mit damals in Frankreich populären Rundfunkstars.“